# Nassfeld Straße

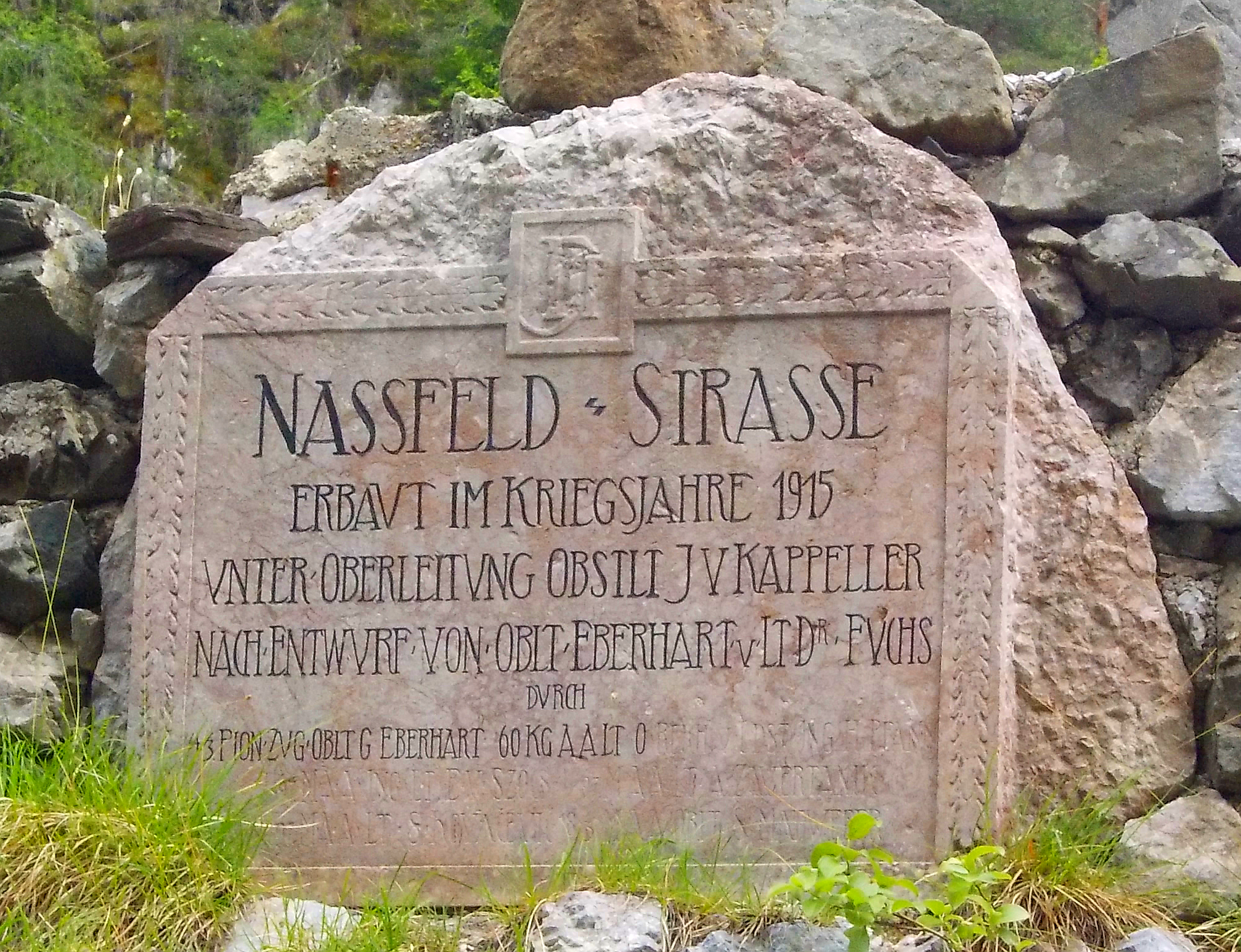
NASSFELD-STRASSE Gedenkstein

Die Nassfeld Straße (B 90) ist eine Landesstraße in Österreich. Sie hat eine Länge von 12,8 km und führt vom Gailtal (Gailtal Straße) zum Nassfeld an der Grenze zu Italien.

## Geschichte
Die Naßfeld Straße wurde 1915 im Ersten Weltkrieg vom Militär als Passstraße von österreichischen Tröpolach im Gailtal ins damals ebenfalls österreichische Pontafel im Kanaltal erbaut. Es handelte sich also um eine innerösterreichische Straße in Grenznähe. Nach dem Ersten Weltkrieg fiel das Kanaltal und mit ihm die Straße von der Passhöhe nach Pontafel – nun Pontebba – an Italien.
Am 1. Jänner 1949 wurde der österreichische Teil in das Netz der Kärntner Landesstraßen aufgenommen und bis 1972 als Landesstraße Nr. 22 geführt. Vom 1. Oktober 1972 bis 2002 gehörte sie zum Netz der Bundesstraßen in Österreich; anschließend wurde sie zur Landesstraße B90.